# سنکوپ رفلکسی
سنکوپ رفلکسی (به انگلیسی: Reflex syncope) نوعی سنکوپ است که در نتیجهٔ تحریک عصب واگ ایجاد می‌شود و هنگامی که به سنکوپ یا «غش» منجر شود، به آن سنکوپ وازوواگال می‌گویند، که رایج‌ترین نوع غش است. اغلب در نوجوانان و افراد مسن رخ می‌دهد و نوعی از دست دادن هوشیاری کوتاه به دلیل افت فشار خون یا کاهش ضربان قلب است. قبل از اینکه فرد مبتلا از حال برود، ممکن است عرق کردن، کاهش قدرت دیدن یا زنگ زدن در گوش‌ها را تجربه کند گاهی اوقات ممکن است فرد در حالت بیهوشی تکان خورده یا حرکت ناگهانی انجام دهد. عوارض سنکوپ شامل آسیب ناشی از زمین‌خوردن است.

## انواع
سنکوپ‌های مختلفی وجود دارند که همگی زیر مجموعه‌ای از سنکوپ‌های وازوواگال هستند. عنصر مشترک در تمامی سنکوپ‌ها، مکانیسم مرکزی مغز است که منجر به از دست دادن هوشیاری می‌شود. تفاوت میان سنکوپ‌ها عواملی است که باعث به وجود آمدن این مکانیسم می‌شوند که به سه نوع 'سینوس وازوواگال'، 'موقعیتی' و'کاروتید' تقسیم می‌شود. سنکوپ وازوواگال معمولاً با دیدن خون، درد، استرس عاطفی یا ایستادن طولانی مدت ایجاد می‌شود. سنکوپ موقعیتی اغلب با ادرار، بلع یا سرفه ایجاد می‌شود. سنکوپ سینوس کاروتید به دلیل فشار بر سینوس کاروتید در گردن است. مکانیسم زیرین شامل کند شدن سیستم عصبی ضربان قلب و گشاد شدن رگ‌های خونی است که منجر به فشار خون پایین و در نتیجه جریان خون کافی به مغز نمی‌شود. تشخیص بر اساس علائم پس از رد سایر علل احتمالی است.
بهبودی از مرحله سنکوپ رفلکس بدون درمان خاصی اتفاق می‌افتد. پیشگیری شامل اجتناب از عوامل محرک فرد، نوشیدن مایعات کافی، نمک و ورزش نیز ممکن است مفید باشد. چنانچه باز هم برای درمان سنکوپ وازوواگال کافی نباشند، ممکن است داروهایی مانند میدودرین (به انگلیسی: Midodrine) یا فلودروکورتیزون مورد آزمایش قرار گیرد. گاهی اوقات ممکن است از ضربان ساز قلب به عنوان درمان استفاده شود. سنکوپ با واسطه عصبی(به انگلیسی: mediated syncope) یا سنکوپ عصب قلب (به انگلیسی: neurocardiogenic syncope) حداقل یک نفر از هر هزار نفر را در سال تحت تأثیر قرار می‌دهد. این رایج‌ترین نوع سنکوپ است که بیش از ۵۰ درصد از کل موارد را تشکیل می‌دهد.

## علائم و نشانه‌ها
واکنش وازوواگال عودکننده بوده و معمولاً زمانی رخ می‌دهد که فرد، در معرض یک محرک خاص قرار می‌گیرد. فرد قبل از غش کردن اغلب علائمی مانند سرگیجه، تهوع، احساس گرما یا سرمای شدید (همراه با تعریق)، صدای زنگ در گوش (وزوز گوش)، احساس ناراحتی در قلب، افکار فازی، گیجی، ناتوانی جزئی در صحبت کردن (گاهی با لکنت زبان خفیف همراه است)، ضعف و اختلالات بینایی مانند جرقه‌های نورانی، دید تونلی، مشاهده لکه‌های سیاه ابر مانند و عصبی بودن را تجربه می‌کند. آخرین علائم قبل از بیهوش شدن معمولاً زمانی اتفاق می‌افتند که شخص در حال ایستادن است یا ایستاده است.